# Лиштани
Лиштани је насеље у општини Ливно, Босна и Херцеговина.

## Географија
Насеље је смјештено у југозападном дијелу Ливанског поља, 24 km удаљености од Ливна, на путу за Грахово.

## Историја
Ливањско и сусједна поља југозападне Босне и Далмације, била су матична подручја илирског племена Делмати. Након Батоновог устанка (6. — 9. године п. н. е. и пораза Делмата од Римљана започиње процес романизације. Овдје је била римска путна станица Пелва на цести Салона — Сербинум.
У овом селу усташе су 1941. год. извршиле велики покољ српског становништва. Том приликом убијено је 57 чланова фамилије Цвијетић од којих је најстарији имао 57 година, а најмлађи мање од годину дана.
| Мушкарци | Жене | Мушкарци старији од 18 год. | Жене старије од 18 год. | Деца од 0-18 год. | Деца млађа од 1 год. | Укупно |
| 19       | 38   |                             |                         |                   |                      | 57     |
|          |      | 4                           | 20                      |                   |                      | 24     |
|          |      |                             |                         | 33                |                      | 33     |
|          |      |                             |                         |                   | 2                    | 2      |

## Култура и археологија
Археолошко подручје Лиштани проглашено је за национални споменик БиХ. Национални споменик чини археолошко подручје са остацима касноантичких гробница, ранохришћанских цркава (сјеверне и јужне), средњовјековне некрополе, те покретно наслијеђе пронађено на археолошком подручју, које се налази у Фрањевачком музеју и галерији Горица у Ливну.
Историјско подручје — праисторијски тумулус и некропола са стећцима, Велики и Мали Хан, проглашено је за национални споменик Босне и Херцеговине.

## Становништво
| Националност      | 2013.         | 1991.         | 1981.         | 1971.         | 1961.         |
| Хрвати            | 542 (99,27 %) | 489 (99,80 %) | 567 (96,10 %) | 720 (98,50 %) | 826 (98,10 %) |
| Срби              | —             | —             | 3 (0,508 %)   | 1 (0,137 %)   | 11 (1,306 %)  |
| Југословени       | —             | —             | 8 (11,43 %)   | 7 (0,958 %)   | —             |
| Словенци          | —             | —             | —             | 1 (0,137 %)   | —             |
| Црногорци         | —             | —             | —             | —             | 1 (0,119 %)   |
| Бошњаци           | 2 (0,366 %)   | —             | —             | —             | —             |
| Нису се изјаснили | 2 (0,366 %)   | —             | —             | —             | —             |
| Укупно            | 546 (100,0 %) | 490 (100,0 %) | 590 (100,0 %) | 731 (100,0 %) | 842 (100,0 %) |